# Niemirowiczowie-Szczyttowie herbu Jastrzębiec

Herb Jastrzębiec

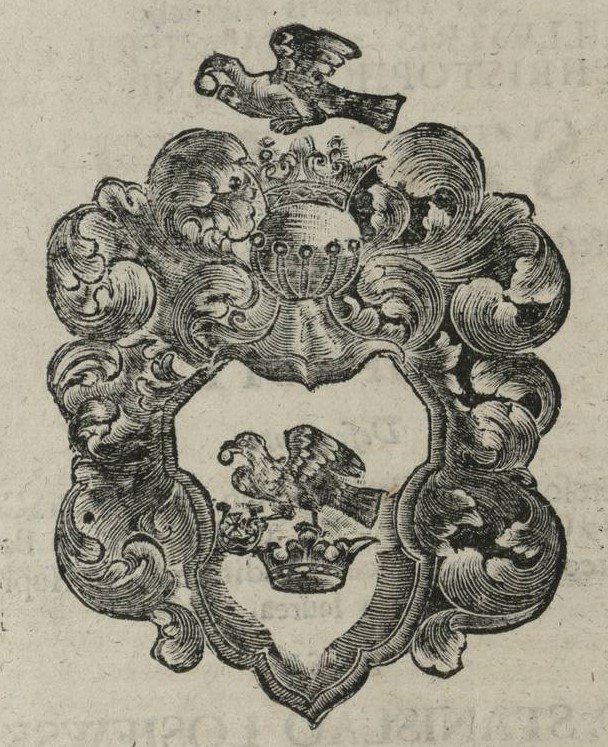
Herb Jastrzębiec Krzysztofa Niemirowicza Szczyta, stolnika połockiego, starosty jaśwojńskiego (późniejszego kasztelana smoleńskiego) z publikacji Paradoxa Philosophica, wydanej w Wilnie w 1693 r.

Niemirowiczowie-Szczyttowie herbu Jastrzębiec, znani również jako Szczyttowie-Niemirowiczowie i Szczyttowie – polski ród możnowładczy, a później senatorsko-dygnitarski, pochodzenia wielkolitewskiego.

## Herb i nazwisko
Herbarze często mylnie utożsamiają ród Niemirowiczów-Szczyttów herbu Jastrzębiec, wywodzący się z W.Ks.Lit., z rodem Niemirów herbu Gozdawa, pochodzącym z Podlasia od Mikołaja Niemiry Grzymalicza, Niemiryczów z Wołynia, a także Szczytów-Zabielskich herbu Radwan. Nierzadko również Niemirowiczów-Szczyttów niesłusznie dzieli się na dwa odrębne rody: Niemirowiczów oraz Szczyttów. Przykładem nieporozumień wokół herbu i nazwiska jest również przypisywanie w literaturze hetmanowi polnemu lit. i wojewodzie kijowskiemu Andrzejowi Niemirowiczowi oraz Janowi Niemirowiczowi (Janowi Szczyttowiczowi) herbu Radwan.

## Historia rodu
Protoplastą rodu był Jan Niemira z Wsielubia, koniuszy wielkiego księcia Witolda i namiestnik połocki, który wraz z 46 innymi panami litewskimi wyznania rzymskokatolickiego brał udział w zawarciu Unii Horodelskiej w 1413 i został włączony do polskiej wspólnoty heraldycznej. Adopcji Jana Niemiry do herbu Jastrzębiec dokonał biskup krakowski i kanclerz koronny Wojciech Jastrzębiec i jego bratanek kasztelan brzeziński Marcin z Łubnic.
Zgodnie z obecnym stanem wiedzy do czasów współczesnych przetrwały tylko dwa rody z 47 adoptowanych w Horodle. Są to Niemirowiczowie-Szczyttowie (jako potomkowie Jana Niemiry z Wsielubia) i Radziwiłłowie (jako potomkowie Krystyna Ościka z Kiernowa).
W XV-XVI w. potomkowie Jana Niemiry – Niemirowiczowie, należeli do ścisłej elity możnowładczej Wielkiego Księstwa Litewskiego. Skoligaceni z najpotężniejszymi rodami ówczesnego W.Ks.Lit.: Sapiehami, Radziwiłłami, Kiszkami, Zabrzezińskimi, Iliniczami, Hlebowiczami. Brali udział w licznych misjach dyplomatycznych, powierzano im istotne namiestnictwa. Otrzymywali znaczne nadania i dzierżawy, zwłaszcza za zasługi dla dynastii Jagiellonów. Mikołaj Niemirowicz, syn Jana Niemiry, był jednym z panów litewskich, którzy wynieśli na tron wielkoksiążęcy Kazimierza Jagiellończyka.
Według Bartosza Paprockiego Herbów Rycerstwa Polskiego cesarz Maksymilian w dokumencie z dnia 25 lutego 1518 r. nadał rodowi Niemirowiczów/Szczyttów tytuł dziedzicznego palatyna (łac. comes palatinus) z prawem kreowania nowej szlachty w randze kawalera złotej ostrogi.
Główną rezydencją Niemirowiczów w tym okresie był Wsielub, a dwa z ufundowanych przez Niemirowiczów kościołów, we Wsielubiu i Iszkołdzi, są dziś najstarszymi zachowanymi zabytkami na terenie Białorusi.
Na przełomie XVI i XVII w. nastąpił przejściowy spadek znaczenia rodu spowodowany jego wymieraniem (w tym bezpotomną śmiercią wojewody kijowskiego Andrzeja Niemirowicza oraz starosty czerkaskiego i kaniowskiego Jana Niemirowicza i jego żony Hanny Sapieżanki), a także stratami poniesionymi w wojnie z Moskwą i przetrzymywaniem syna Mikołaja Niemirowicza-Szczytta w niewoli u Iwana Groźnego. Wygasły trzy z czterech linii po synach Jana Niemiry. Przetrwała jedynie linia po dyplomacie Janie Niemirowiczu, która od przydomka jego syna Jakuba – zwanego Szczytem, przyjęła nazwisko Niemirowicz-Szczytt (Szczytt-Niemirowicz / Szczyt).
Ponowny wzrost znaczenia nastąpił począwszy od połowy XVII w. za czasów Justyniana Niemirowicza-Szczytta. Od jego synów wywodzą się cztery linie Niemirowiczów-Szczyttów:
- kożangródzka, od rezydencji w Kożangródku (po Janie Krzysztofie Niemirowiczu-Szczytcie, ojcu Józefa i Krzysztofa)
- juchowicka, od rezydencji w Juchowicach (po Józefie Niemirowiczu-Szczytcie) – wygasła pod koniec XVIII w.
- tabołocka, od rezydencji w Tabołkach i Justynianowie (po Konstantym Niemirowiczu-Szczytcie) – wygasła pod koniec XIX w.
- wierzchowska, od rezydencji w Wierzchowie (po Adamie Niemirowiczu-Szczytcie).

## Znani przedstawiciele rodu
- Jan Niemira (zm. po 1422) – koniuszy w. ks. Witolda, namiestnik połocki, protoplasta rodu
- Andrzej (Andruszka) Niemirowicz (XV w.) – członek ścisłej rady wielkoksiążęcej, fundator kościoła we Wsielubiu
- Mikołaj Niemirowicz (ok. 1400 - przed 1489) – marszałek królewski, fundator kościoła w Iszkołdzi i Nieświeżu
- Jan Niemirowicz (zm. przed 1465) – dyplomata, marszałek hospodarski, starosta klecki
- Jakub Niemirowicz „Szczyt” (zm. 1493/1494) – marszałek hospodarski, starosta brzeski i briański
- Katarzyna Niemirowiczówna (zm. po 1505) – żona Piotra Kiszki Strumiłły, fundatorka kościoła w Ceranowie
- Jadwiga Niemirowiczówna (zm. po 1518) – fundatorka kościoła w Korkożyszkach
- Andrzej Niemirowicz (1462-1540) – hetman polny litewski, wojewoda kijowski
- Jerzy Niemirowicz (zm. 1533) – wojewoda krzyczewski
- Jan Niemirowicz „Pieńko” (zm. 1540) – namiestnik witebski, starosta czerkaski i kaniowski
- Jan Niemirowicz Szczytt (Jan Szczyttowicz) (zm. 1519/1520) – miecznik wielki litewski, marszałek hospodarski
- Mikołaj Niemirowicz-Szczytt (zm. przed 1535) – marszałek hospodarski, fundator uposażenia kościoła w Grannem
- Mikołaj Niemirowicz-Szczytt (zm. 1676) – rotmistrz JKM, wojski mścisławski, poseł
- Justynian Niemirowicz-Szczytt (zm. 1677) – podkomorzy połocki, fundator klasztoru i kościoła Franciszkanów w Prozorokach
- Konstanty Marcjan Niemirowicz-Szczytt (ok. 1649-1712) – starosta ładośniański i szatrowski, fundator cerkwi w Tabołkach
- Krzysztof Benedykt Niemirowicz Szczytt (zm. 1720) – kasztelan smoleński, senator, fundator kościoła karmelitów bosych w Kownie
- Józef Niemirowicz Szczytt (zm. 1745) – kasztelan mścisławski, senator, współfundator klasztoru karmelitów bosych w Kownie i bernardynów w Datnowie
- Jan Justynian Niemirowicz-Szczytt (1705-1767) – kasztelan inflancki, senator
- Krzysztof Niemirowicz-Szczytt (1726–1776) – płk wojsk francuskich, gen. major wojsk litewskich, szambelan króla Stanisława Leszczyńskiego
- Józef Niemirowicz Szczytt (zm. między 1808 a 1817) – kasztelan brzeskolitewski, senator
- Justynian Niemirowicz-Szczytt (1740–1824) – pisarz skarbowy litewski, konsyliarz Rady Nieustającej, poseł sejmowy
- Adam Niemirowicz-Szczytt (zm. 1752) – horodniczy połocki
- Marcin Niemirowicz-Szczytt (1749-1800 lub później) – poseł na Sejm Czteroletni, członek Zgromadzenia Przyjaciół Konstytucji Rządowej
- Michał Niemirowicz Szczytt (zm. w lub po 1800) – szambelan JKM Stanisława Augusta
- Krzysztof Niemirowicz-Szczytt (zm. 1790) – szambelan JKM Stanisława Augusta, starosta witagolski
- Józef Niemirowicz Szczytt (ur. ok. 1769–zm. przed 1833) (II poł. XVIII w. – I poł XIX w.) – marszałek mozyrski, fundator cerkwi w Kożangródku
- Feliks (Felicjan) Niemirowicz-Szczytt (1764-1793) – szambelan JKM Stanisława Augusta
- Jan Chrzciciel Feliks Niemirowicz-Szczytt (1789-1865) – ksiądz, administrator archidiecezji mohylewskiej, zesłaniec
- Samuel Niemirowicz-Szczytt – współzałożyciel korporacji akademickiej Konwent Polonia w 1828
- Justynian Niemirowicz-Szczytt (1814-1894) - marszałek witebski, filantrop, działacz społeczny w Rydze
- Leonard Niemirowicz-Szczyt (1900–1940) – kapitan Wojska Polskiego, ofiara zbrodni katyńskiej
- Kazimierz Niemirowicz-Szczytt (1901-1940) – lekarz neurolog i psychiatra, ofiara zbrodni katyńskiej
- Krzysztof Szczytt-Niemirowicz (1893–1940) – ziemianin, poseł na Sejm V kadencji w latach 1938–1939
- Maryla Lednicka-Szczytt (1893-1947) – polska rzeźbiarka
- Zdzisław Szczyt-Niemirowicz (1928-2000) – powstaniec warszawski, dyrektor COSPAR
- Katarzyna Niemirowicz-Szczytt – prof. zw. nauk rolniczych, biogenetyk

## Galeria

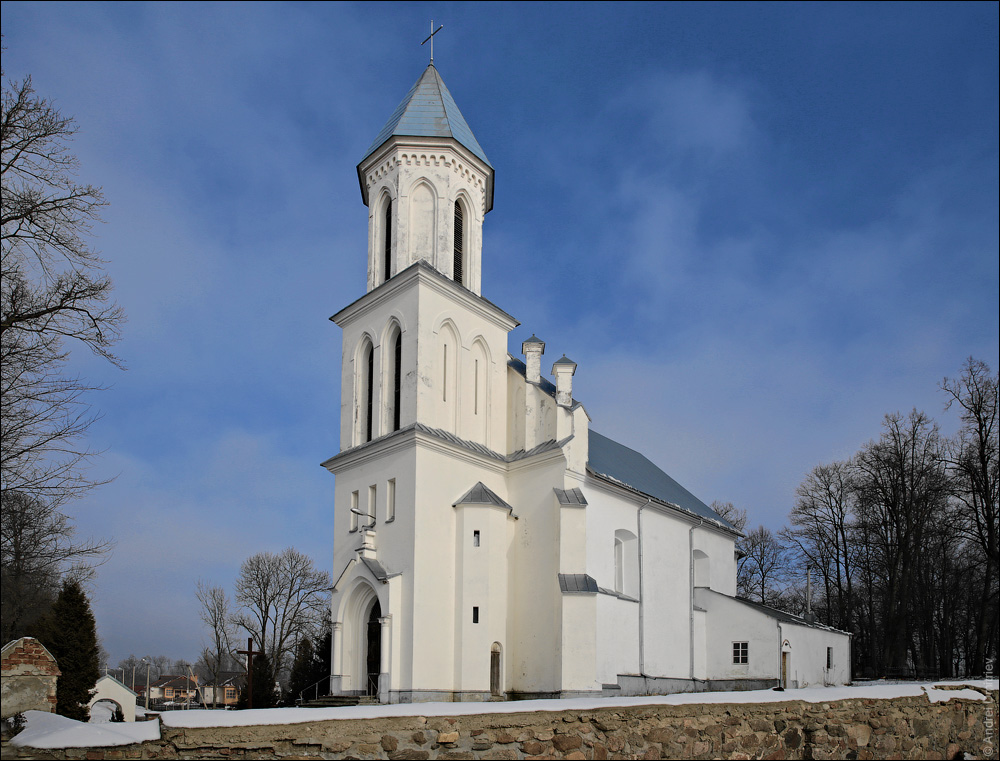
Kościół z XV w. fundacji Niemirowiczów we Wsielubiu
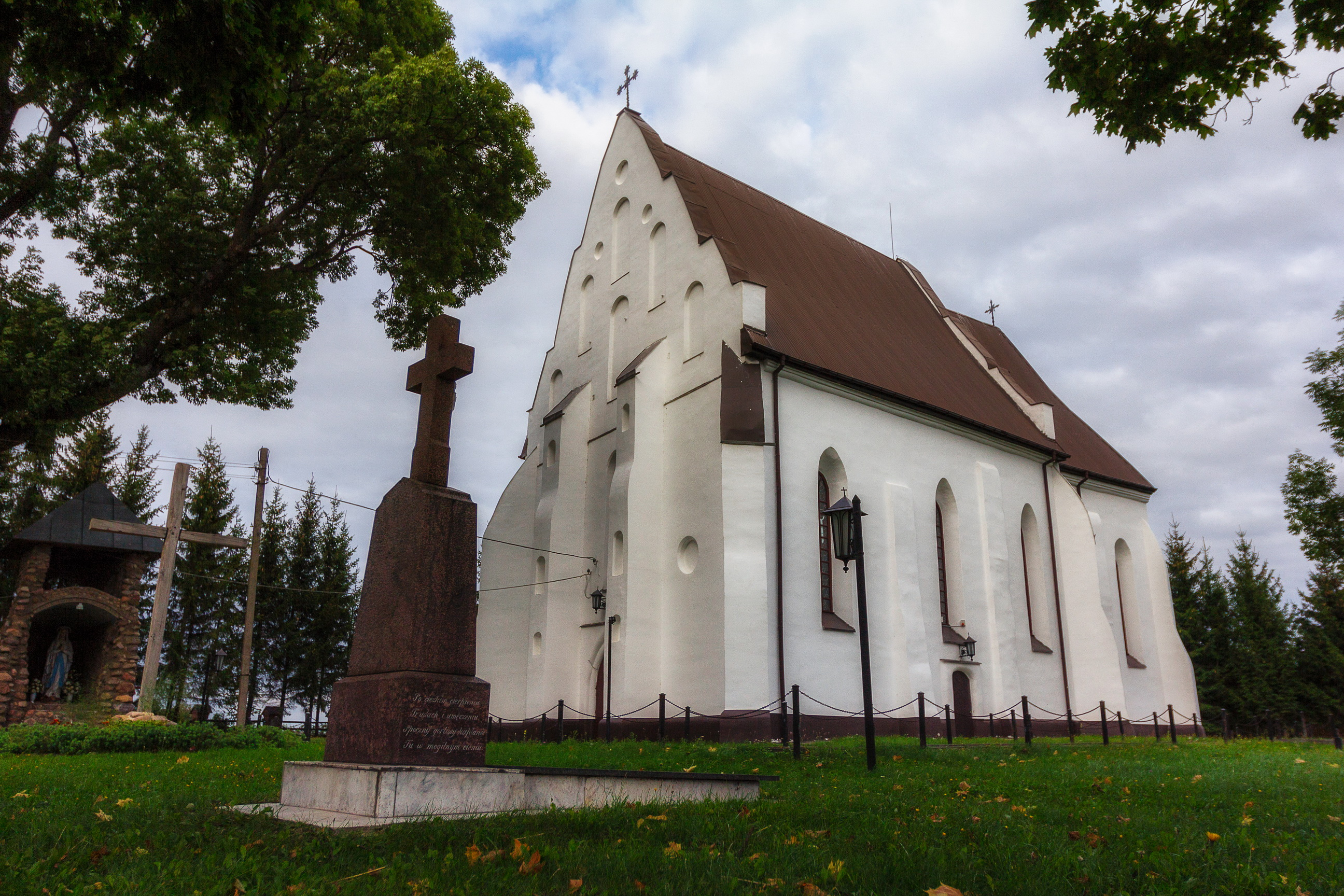
Kościół z XV w. fundacji Niemirowiczów w Iszkołdzi
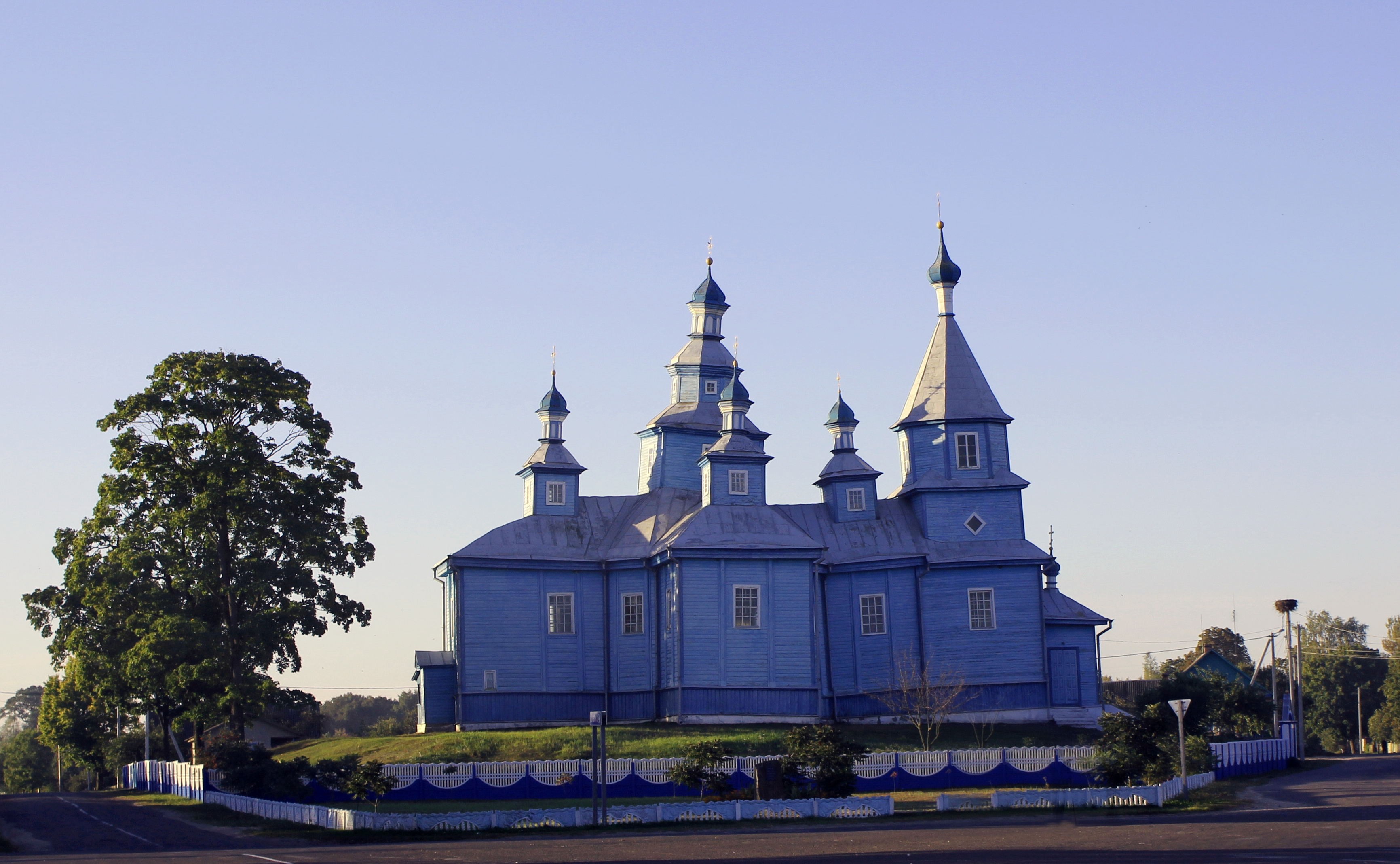
Cerkiew w Kożangródku z 1818 r. fundacji Józefa i Tekli z ks. Druckich-Lubeckich Niemirowiczów-Szczyttów
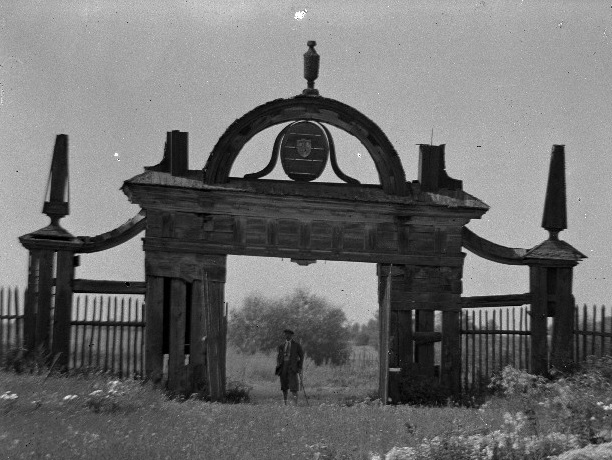
Barokowa brama niegdyś wiodąca do pałacu Niemirowiczów-Szczyttów w Kożangródku. Zdjęcie z lat 30. XX w.
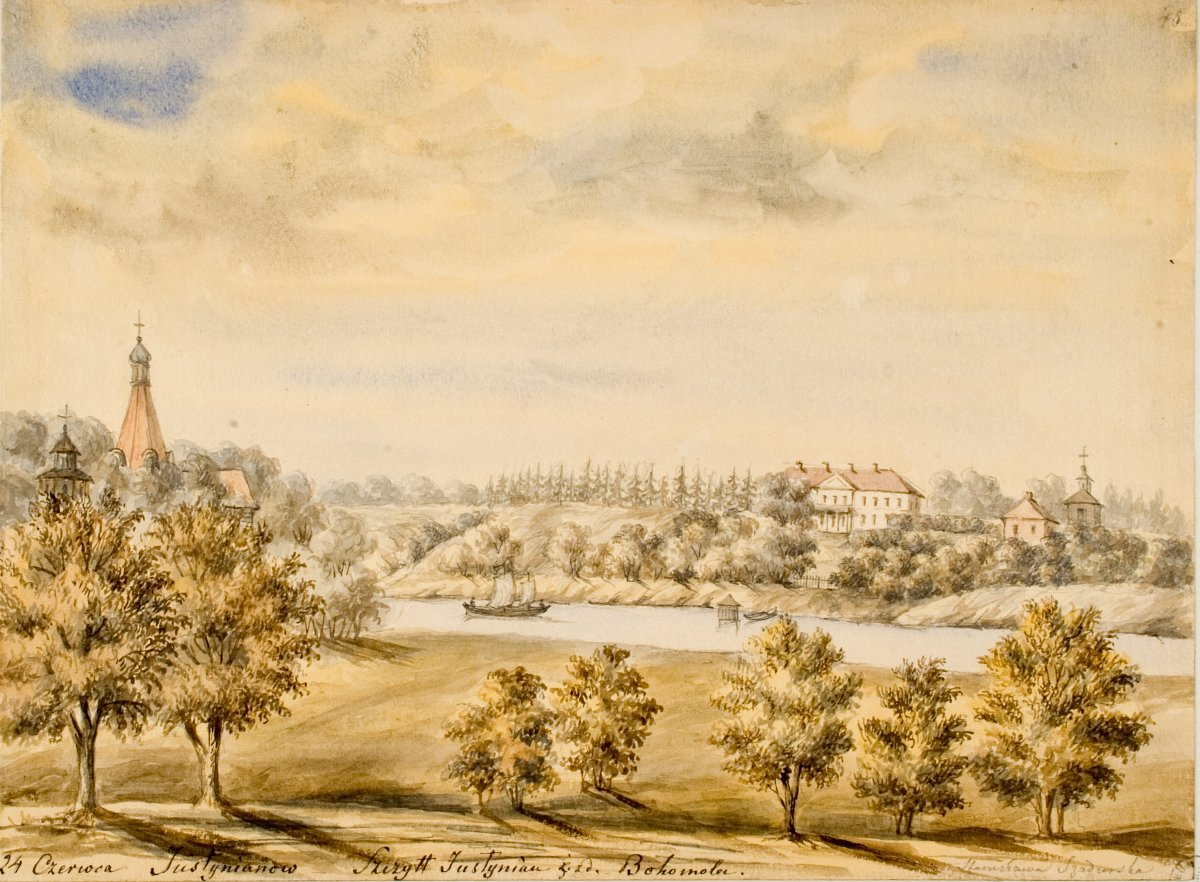
Widok na rezydencję Niemirowiczów-Szczyttów w Justynianowie, akwarela Napoleona Ordy (między 1856 a 1883)
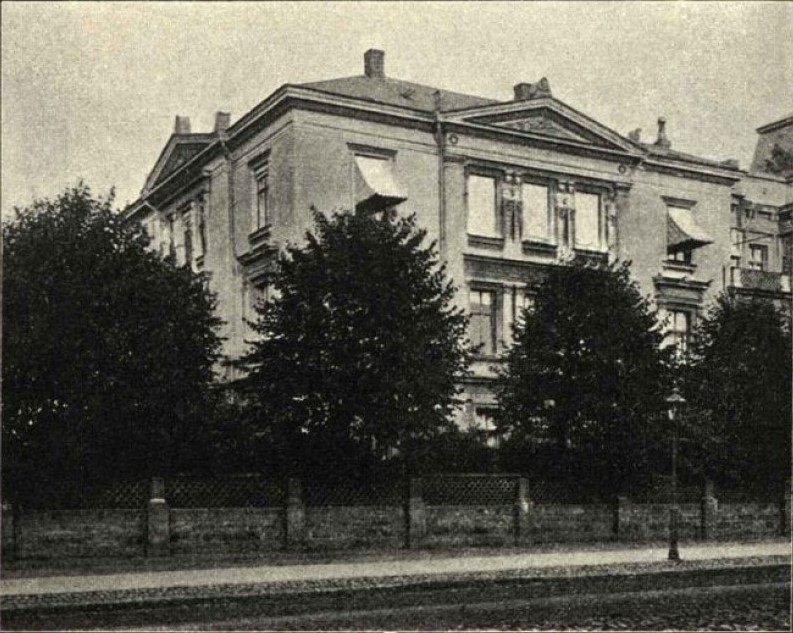
Haus Szczytt - rezydencja marszałka witebskiego Justyniana Niemirowicza Szczytta w Rydze
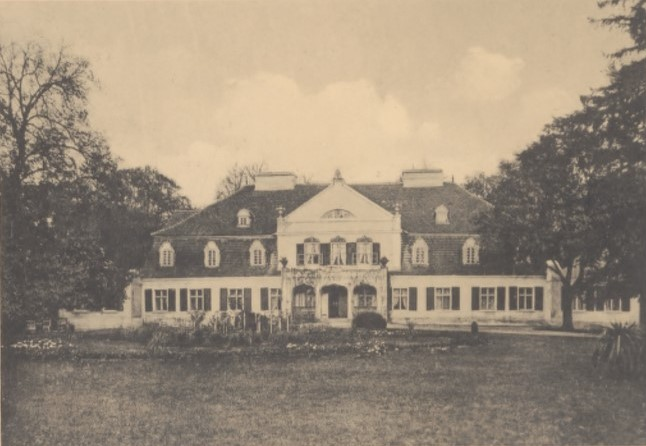
Dwór w Ujeździe w okresie międzywojennym należący do Ludwiki z Niemirowiczów-Szczyttów I voto hr. Żółtowskiej II voto bar. Bicker, zdjęcie z ok. 1912 r.
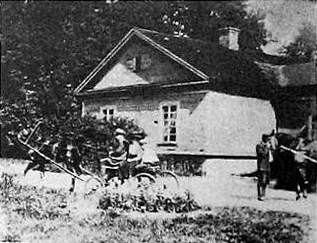
Dwór Niemirowiczów-Szczyttów w Tabołkach w 1910 r.
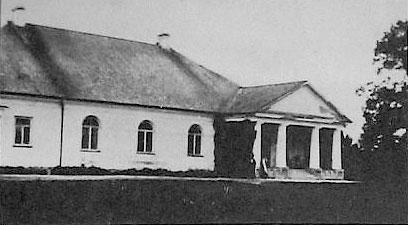
Dwór Niemirowiczów-Szczyttów w majątku Pyszno ok. 1914 r.